# Château de Doune
Le château de Doune (en anglais Doune Castle) est un château médiéval situé au cœur de l’Écosse, au confluent de la rivière Teith et de la rivière Forth, non loin du village de Doune, à 13 km au nord-ouest de Stirling. Ce château est également connu pour avoir été un des lieux de tournage de plusieurs fictions, dont Monty Python : Sacré Graal !

## Description

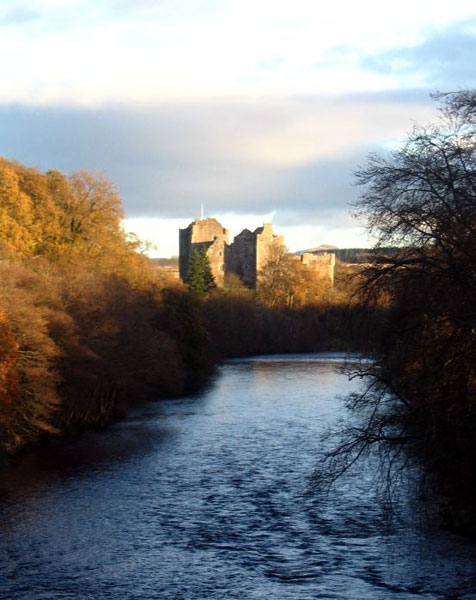
Le château de Doune vu de la rivière Teith

Le site est défendu par la rivière sur trois côtés. La seule voie d’approche possible est le nord.
L’entrée dans le château se fait par une porte étroite donnant sur un couloir long de 14 m débouchant sur une grande cour centrale. De celle-ci partent des escaliers  vers la grande salle (en anglais Great Hall) sur laquelle donnent plusieurs chambres de domestiques ainsi que la cuisine. Une cage d’escalier part également de la cour centrale vers la salle du seigneur (en anglais Lord’s Hall) ainsi que les appartements seigneuriaux.

## Histoire

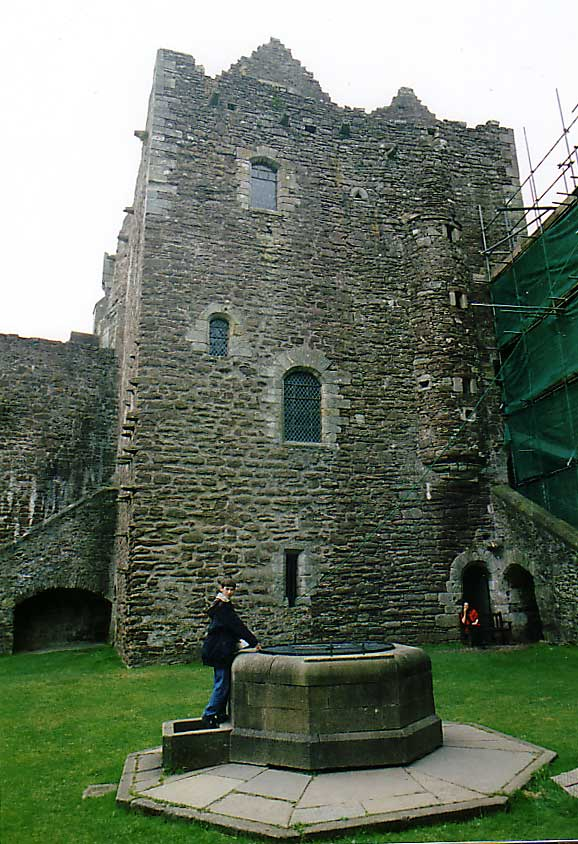
Vue de la cour intérieure

Le château fut bâti dans sa majeure partie au XIVe siècle par Robert Stewart, duc d’Albany. Son frère Robert III d'Écosse devint inapte à régner si bien qu’il le fit à sa place à partir de 1388. Le plus jeune fils du roi, sous sa tutelle, mourut mystérieusement en 1402. À la mort de Robert Stewart, le pouvoir passa à son fils Murdoch en 1420. Toutefois, quand le successeur de Robert III, le roi Jacques Ier d'Écosse, revint de captivité en 1424, il fit accuser Murdoch de trahison, ce dernier fut emprisonné et décapité.
Le château de Doune devint une retraite royale et une résidence de chasse pour les monarques dont Marie Ire d'Écosse.

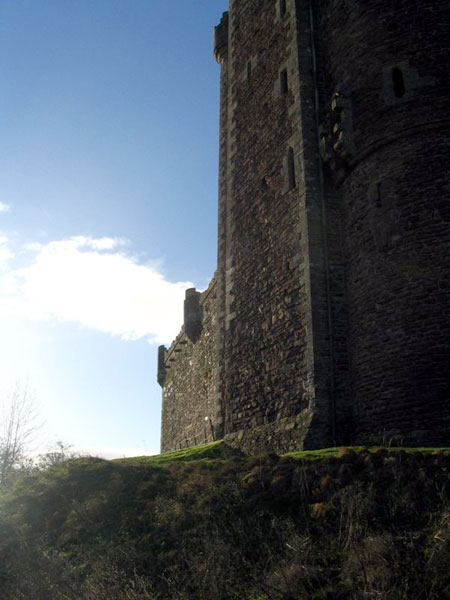
Le mur Est du château qui fut utilisé pour la première scène de Monty Python : Sacré Graal !

Durant le soulèvement des Jacobites en 1745, le château devint une prison pour les partisans du gouvernement capturés par les Jacobites. Parmi les prisonniers célèbres figurent John Home, un écrivain écossais qui s’enfuit par la fenêtre de la cuisine en nouant ses draps, et un ministre écossais du nom de John Witherspoon qui partit plus tard pour les colonies américaines où il devint l’un des signataires de la Déclaration d'indépendance des États-Unis d'Amérique.
Le château est actuellement la propriété de l’agence écossaise pour les monuments historiques : Historic Scotland.

## Lieu de tournage
Quand Monty Python : Sacré Graal ! fut tourné en 1974, les producteurs n'obtinrent l’autorisation de filmer que dans deux châteaux d’Écosse, le château de Doune et le château de Stalker. En désespoir de cause, ils filmèrent le château de Doune sous divers angles très cadrés afin de donner l’impression de plusieurs châteaux différents dans le film.
Le château de Doune est devenu une place de pèlerinage pour les fans de Monty Python qui arpentent le château en essayant de se remémorer les passages du film.
Selon la page IMDb consacrée au film Ivanhoé réalisé par Richard Thorpe en 1952, ce château aurait fait partie d'un des lieux de tournage.
Le château a plus tard été utilisé comme décor pour les scènes extérieures se déroulant à Winterfell, le château de la maison Stark dans la série Game of Thrones, l'adaptation de la série de romans de George R. R. Martin, Le Trône de fer.
Il a enfin été utilisé pour représenter le château fictif du clan MacKenzie, Castle Leoch, dans Outlander, l'adaptation télévisée de la série de romans Le Chardon et le Tartan de Diana Gabaldon.